# Луїс Кортес
Луїс Кортес (ісп. і кат. Lluís Cortés, 10 серпня 1986, Лерида, Іспанія) — іспанський футбольний тренер. Насамперед, відомий роботою із жіночими колективами. З листопада 2021 року по липень 2023 року  — був головним тренером жіночої збірної України.

## Біографія

### Ігрова кар'єра
Вихованець клубу «Льєйда» з рідного міста, в якому навчався з 3 років. За першу команду провів лише два матчі в іспанській Сегунді сезону 2004/05. Ці ігри так і лишились єдиними для Луїса на професіональному рівні. Надалі він грав у футбол і невеликих аматорських командах «Атлетіко Монсон», «Балагер», «Таррега», «Бінефар» і «Алькаррас» до закінчення своєї ігрової кар'єри в 2011 році, щоб зосередитися на своїй тренерській кар'єрі.

### Початок тренерської роботи
Кортес був тренером молодіжних команд «Льєйда» та помічником тренера жіночої команди клубу з 2002 по 2005 рік. Потім він був тренером молодіжної команди «Балагер» з 2005 по 2006 рік і тренером воротарів «Льєйди» з 2008 по 2009 роки.

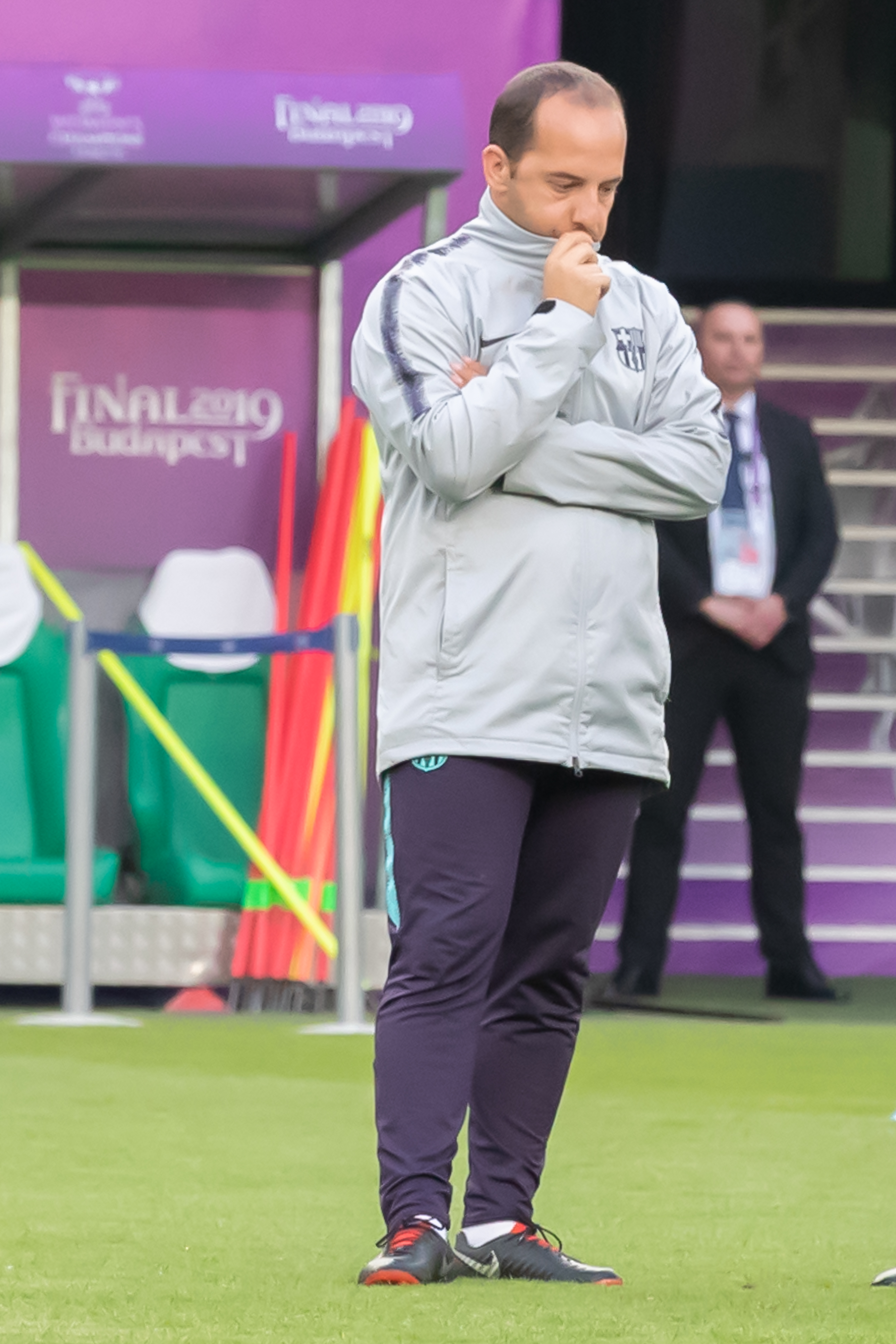
Луїс Кортес на фіналі жіночої Ліги чемпіонів 2019 року.

З 2011 року працював з дівочими збірними Каталонії, а також помічником тренера національної жіночої збірної Каталонії з 2013 по 2018 рік. Він також був тренером юнацької збірної Каталонії до 16 років.

### «Барселона»
Влітку 2017 року Кортес приєднався до жіночої команди «Барселони» спочатку як аналітик, а з 2018 по 2019 рік був помічником головного тренера жіночої команди.
У січні 2019 року він замінив Франа Санчеса на посаді головного тренера жіночої команди «Барселони» і того ж року привів команду вперше у своїй історії до фіналу Ліги чемпіонів, програвши «Ліону» 1:4. У своєму першому повному сезоні 2019/20 на чолі команди він виграв чемпіонат, кубок і Суперкубок Іспанії, за що отримав нагороду як найкращий тренер року на Marca Awards.
Наступного сезону 2020/21 «Барселона» впевнено захистила титул чемпіона Іспанії, здобувши 33 перемоги в 34 іграх турніру з різницею м'ячів 167:15, а також знову вийшла до фіналу жіночої Ліги чемпіонів, через два роки після поразки від «Ліона». Цього разу «Барселона» перемогла «Челсі» з рахунком 4:0 і виграла свій перший титул жіночої Ліги чемпіонів. За кілька тижнів після цього «Барселона» виграла і фінал Кубка Іспанії проти «Леванте» (4:2), здобувши таким чином перший у своїй історії «требл». Незважаючи на високі результати і продовження контракту в травні, футболістки висловили своє невдоволення тренерським процесом, звернувшись до керівництва клубу з проханням змінити тренера. В підсумку у червні 2021 року Кортес самовільно подав у відставку, повідомивши про своє рішення покинути команду після «сезону великого фізичного та емоційного зносу» та через «нестачу енергії». Як головний тренер каталонців він виграв 92 ігри, 4 зіграв внічию і 7 програв, різниця м'ячів 397:53.

### Україна
17 листопада 2021 року Луїс Кортес призначений головним тренером жіночої збірної України.

## Досягнення

### «Барселона» (жіноча)
- Ліга чемпіонів УЄФА:
Переможець (1): 2020/21
Фіналіст (1): 2018/19
- Чемпіонат Іспанії:
Чемпіон (2): 2019/20, 2020/21
Віцечемпіон (1): 2018/19
- Кубок Іспанії:
Переможець (2): 2019/20, 2020/21
- Суперкубок Іспанії :
Переможець (1): 2020
- Кубок Каталонії:
Переможець (1): 2019

### Індивідуальні
- Премія Marca найкращому тренеру року: 2020
- Найкращий жіночий тренер за версією УЄФА: 2020/21[16]